# Charles-Eugène Bernard
Charles-Eugène Bernard (19. května 1922 Carleton-sur-Mer – 21. dubna 2002) byl kanadský fotograf, který jako umělec působil v Gaspésii. Archivy Charlese E. Bernarda jsou uloženy v Musée de la Gaspésie a tvoří je 3 314 fotografií, negativů a diapozitivů.

## Životopis
Studoval v klášteře Dalhousie, na Sacré-Coeur College v Montmagny, na univerzitě v Chathamu a nakonec na School of Photography v Montrealu. V roce 1944 se oženil s Estelle Allardovou, která se stala jeho spolupracovnicí. V roce 1950 si otevřel fotografický ateliér v Carleton-sur-Mer. V roce 1955 absolvoval stáže na University of Western London (Ontario) a v roce 1959 na New York Institute of Photography. V 80. letech 20. století představil Charles-Eugène Bernard v Quebecu kolem dvaceti výstav.
Fotografická díla Charlese-Eugèna Bernarda odrážejí Gaspésii z 50. až 70. let 20. století. Přispěl ke zviditelnění regionu zejména prostřednictvím turisty oblíbených pohlednic své doby. Charles-Eugène Bernard musel využít všechny aspekty fotografie, aby se touto profesí uživil i mimo velká města. Jeho fotografie přinášejí historický obraz tohoto období, náboženský a společenský život v Gaspé, které procestoval. Zanechal za sebou hmatatelnou stopu života v Gaspé.

## Fotografické aktivity
Díky vlastnímu ateliéru mohl lidem opatřit profesionální fotografie.
Své fotografie nechal reprodukovat ve formě pohlednic. Jelikož se studio nachází v blízkosti pláže a hotelů, ročně se prodalo 50 000 kusů.
Pořídil mnoho svatebních fotografií ve spolupráci se svou manželkou. To jim umožnilo fotografovat dvě svatby v různých vesnicích.
Pracoval také jako fotoreportér na volné noze pro různé noviny v provincii Quebec, včetně Le Soleil, L'Action catholique a regionálních novin L'Aviron (1962–2015). Zachytil návštěvu královny Alžběty II. a politiků včetně Johna George Diefenbakera, Lestera B. Pearsona nebo Jeana Lesage.

## Odkaz
Exkluzivní fotografie procesu s Wilbertem Coffinem pro noviny La Presse.
V roce 2011 dala obec Carleton-sur-Mer jeho jméno ulici, kde se narodil.
Jeho fotografie se dostaly na obálky několika historických publikací : History of Gaspésie (1981), La mer nourricière (2007) a Magazine Gaspésie (2010).
Jeho dílo bylo předmětem mnoha článků. I po jeho smrti byly jeho fotografie v roce 2016 vystaveny pro „Mémoirte des pêcheur gaspésiens“, venkovní fotografickou výstavu od 1. července do 30. září 2016 na rue du Banc, Rivière-au-Renard.